# 赵猛
赵猛（?—?），南北朝北魏太安郡狄那县（今山西省寿阳县）人。
赵猛的姐姐是高欢父亲高树生的继室，赵氏生下儿子赵郡王高琛，是高欢的异母弟。赵猛性情方直，颇具才干器度。高欢举兵，赵猛参与，封为信都县伯。官至南营州刺史。卒赠司空公。

## 延伸阅读
[在维基数据编辑]
 《北齊書·卷48》，出自李百药《北齊書》